# Ladrones (película de 2015)
Ladrones es una película de comedia dirigida por Joe Menendez. Es la secuela a la película Ladrón que roba a ladrón producida en 2007. Protagonizada por Fernando Colunga, Eduardo Yáñez y Miguel Varoni. En Ladrones, el legendario ladrón Alejandro Toledo regresa a sus raíces con un nuevo socio a reclamar las tierras robadas a una comunidad de trabajadores. Fue estrenada el 9 de octubre de 2015.

## Reparto
- Fernando Colunga como Alejandro Toledo.
- Eduardo Yáñez como Santiago Guzmán.
- Jessica Lindsey como Miranda Kilroy.
- Cristina Rodlo como Jackie Ramírez.
- Óscar Torre como Miguelito.
- Vadhir Derbez como Ray.
- Miguel Varoni como Emilio Sánchez.
- Evelyna Rodríguez como Maribel.
- Frank Perozo como Rex.
- Carmen Beato como Josefa Ramírez.
- Nashla Bogaert como María Elena.
- Jon Molerio como Carlos.
- Christian Álvarez como Juan Ramírez
- Michelle González como Madga
- Jason Genao como agente FBI
- Mauricio Mendoza como Manolo
- Hans Martínez
- Mario Peguero
- Oscar Carrasquillo
- Alan Nadal Piantini

## Estreno
- El 9 de octubre de 2015 en Estados Unidos
- El 15 de octubre de 2015 en República Dominicana

## Recepción

### Taquilla
La película recaudó $1,411,031 en su primer fin de semana en Estados Unidos.
Hasta el 15 de noviembre del 2015, la película ha recaudado $3,058,367 en la taquilla estadounidense.

### Crítica
En el portal de internet Rotten Tomatoes, la película tiene una calificación de 60%, basada en 5 reseñas, con una puntuación de 5.2/10 por parte de la crítica, mientras que la audiencia le ha dado una calificación de 63%, basada en más de 900 usuarios, con una puntuación de 3.6/5. Mientras que en el sitio IMDb los usuarios le han dado una puntuación de 4.8/10.